# マイケル・ブラウン射殺事件
マイケル・ブラウン射殺事件（マイケル・ブラウンしゃさつじけん、英: Shooting of Michael Brown）は、2014年8月9日にアメリカ合衆国ミズーリ州ファーガソンにおいて、18歳の黒人青年マイケル・ブラウンが28歳の白人警察官ダレン・ウィルソンによって射殺された事件。

## 概要
事件当時ブラウンと一緒にいた、友人のドリアン・ジョンソンの証言と、警察側の証言には食い違いがある。
ジョンソンは、ウィルソンが車窓からブラウンの首を掴んだことで喧嘩が始まり、発砲でブラウンとジョンソンが逃走し、その直後にウィルソンがブラウンを追いかけ、脅された後に撃たれた。と証言しているが、ウィルソンは、口論になってブラウンがパトカー内で自分を攻撃してきた時（具体的には）彼がこちらの銃を奪おうとしたので発砲した 。しばらく追跡するとブラウンが立ち止まってこちらに突進してきたので発砲した。と言っている。
事件全体で、ウィルソンは車内揉み合い中の2発を含む計12発の弾丸を撃ち、恐らく最後の銃撃が致命傷となった。ブラウンには6発が命中しており、その全てが体の前面だった。
この事件はファーガソン暴動の引き金となった。FBIの後日調査では、撃たれる前にブラウンが両手を挙げたとか「撃たないで」と発言したという証拠が見当たらない事が判明した。にもかかわらず、抗議者達はブラウンがそうしたのだと主張し、後日のデモ行動で「両手を挙げたら、撃つな」というスローガンを使った。 平和的デモと暴力的抗議行動がファーガソンで1週間以上続き、 警察は夜間外出禁止令を発令した。 抗議者に対処する地域警察機関の対応がメディアと政治家の両方から強く批判され、無神経さ、戦術、武装警察について懸念が表明された。 ミズーリ州知事は、現地警察のミズーリ州ハイウェイ・パトロールに権限の多くを譲渡するよう命じた。 
2014年11月24日、セントルイス郡の大陪審は検察官から与えられた広範な証拠に基づき、ウィルソンの不起訴を決定した。2015年3月、米国司法省は独自調査の結論を報告し、この銃撃におけるウィルソンの公民権侵害を晴らした。ウィルソンの供述には法科学的証拠の裏付けが取れた一方、彼を訴えていた目撃者の幾人かは事件を直接見ていなかったことが判明し、後者は信用できないとされた。米国司法省はウィルソンが正当防衛(self-defense)でブラウンを撃ったと結論付けた。
2020年にセントルイス郡検察官は、ウィルソンを過失致死罪または殺人罪で起訴するとの観点で同事件の洗い直しを5カ月かけて行ったうえで、いかなる犯罪でもウイルソンを起訴することはないと発表した。

## 背景
マイケル・O.D・ブラウンJr.（1996年5月20日 - 2014年8月9日）死亡する8日前にセントルイス郡のノルマンディー高校を卒業。身長193cm、体重132kg、享年18歳。事件当日の午前11時50分頃に、コンビニエンスストア(Ferguson Market)で葉巻一箱を強奪する事件を起こしていた。
ダレン・ディーン・ウィルソン（1986年5月14日- ） テキサス州フォートワース生まれで、身長193cm、体重95kg。2009年に警察官として最初はミズーリ州ジェニングスの町に勤務。2011年10月にファーガソン警察へ転勤。マイケル・ブラウンと遭遇する直前、近くのコンビニエンスストアで強奪事件が起きたことや、逃走する犯人の特徴を警察無線で聞いていた。

### 遭遇直前の両者
8月9日午前11時47分、ウィルソン警官は呼吸障害の乳児に関する電話に応対してカンフィールド・ドライブの東へとパトカーで向かった。約三分後、ブラウンは数ブロック先で葉巻の入った箱を盗み、コンビニ (Ferguson Market)店員と力づくの揉み合いになっている様子がカメラに記録された。ブラウンと友人ドリアン・ジョンソンが店を立ち去ったのは11時54分頃だった。11時53分、警察の通信指令から「盗難事件発生中」の一報が入り、容疑者がTシャツを着た黒人であることやその逃走方向、葉巻一箱が盗まれたこと等が伝えられた。11時57分、先遣隊より容疑者が友人を連れていることや服装に関する詳細（帽子やTシャツやズボンなど）が伝えられた。昼12時00分に、ウィルソンは通常勤に戻ったことを警察無線局 に伝え、先の容疑者について応援が必要かを通信指令に尋ねたところ、直後に別の警官からこの容疑者を見失ったことが伝えられた。
この後すぐに両者は遭遇することとなり、12時02分にウィルソンが「カンフィールドで2人を相手に自分は押されている。もう一台車を寄こしてくれ」と応援を要請した。

## 事件発生

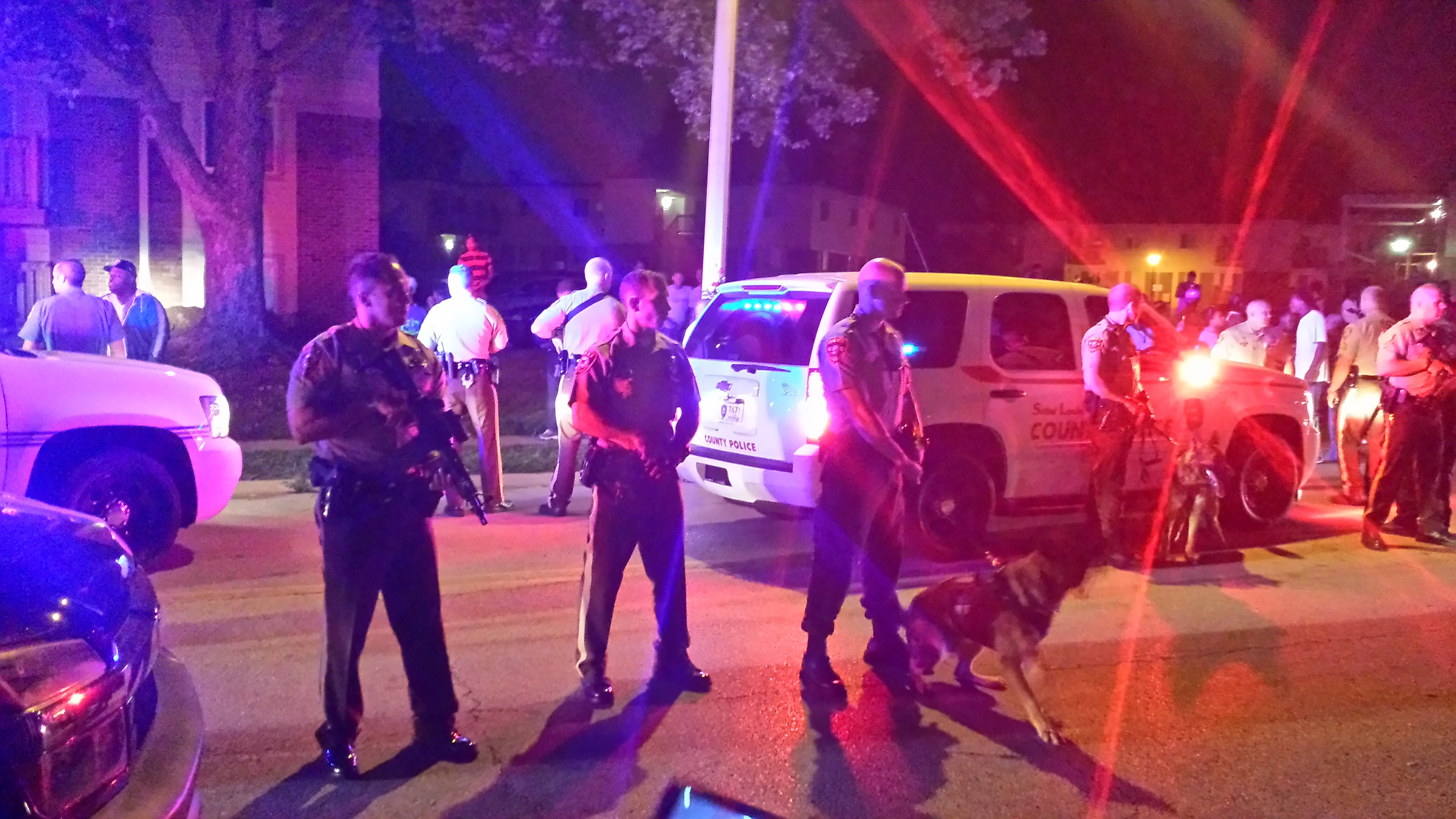
銃撃の8時間後に現場保存するセントルイス郡警察

初期報道では、報道資料と目撃者との間に食い違いが（特に銃撃された時にブラウンがウィルソンに向かっていったか否かに関して）が見られる。
正午、ウィルソンは車を運転してカンフィールド・ドライブの中央を歩いていたブラウンとジョンソンのところへいき、車道から立ち去るよう命じた。一旦ウィルソンは車で走り去ったが、引き返して2人のすぐ近くに停車した。ブラウンがパトカーの窓越しに手を伸ばしてきた後、ブラウンとウィルソン警官の間で揉み合いが起こった。車内での揉み合い時にウィルソンは携行していた拳銃SIG SAUERP229で2発撃ち、弾丸1発がブラウンの右手に命中した。ブラウンとジョンソンは逃走し、ウィルソン警官は車から降りてブラウンを追いかけた（ジョンソンは車の陰に隠れていた）。ある時点でブラウンと対面した時にウィルソンは再び彼に対して銃撃し、少なくとも6発がいずれも彼の体の前面に命中した ブラウンは武器を所持しておらず、路上で死亡した。両者が遭遇してからブラウンが死亡するまで90秒と掛からなかった。
ウィルソンの要請から73秒後に別の警官が現場に到着し、もう一人の容疑者の行方を尋ねた。12時07分、現場の警官が追加部隊の派遣を要請した。同刻、事態がセントルイス郡警察に伝えられると、12時15分頃に同郡警察が、午後1時30分頃に事件捜査の刑事達が、午後2時30分頃に法医学捜査官が到着した。
午後１時までに応援部隊が続々と集まってきて、午後2時までに警察犬チームを含め20以上の部隊が派遣された。（銃声騒ぎが起こるなど）状況が悪化するにつれて、警察側は現場遮蔽できるものを探したり群衆整理を行った。2時45分に警察犬チーム四隊が到着し、3時20分にはSWAT部隊が到着した。検死が始まったのは3時30分頃で、監察医は約30分で検死を終了。その後遺体は安置所へと運ばれ、4時37分にブラウンの遺体が遺体安置所に到着した。

## 捜査

### 警察
ブラウンは午後12時02分頃にウィルソンに射殺された。数分以内にファーガソン警察がその現場に到着し、住民の群衆もいて幾人かは警察への敵意を露わにしていた。銃撃から約20分後にファーガソン警察署長が殺人捜査をセントルイス郡警察(SLCPD)に引き渡したが、別事件もあったためSLCPDの刑事達が到着したのは遅れて1時30分になった。地域内での銃声騒ぎに関する安全上の懸念や、群衆にいた一部敵対的な輩が犯行現場に侵入したため、彼らの捜査は遅れ気味だった。同郡の監察医が到着したのは2時30分で、検死を終えてブラウンの遺体が運ばれたのが午後4時だった。現地住民は、遺体を路上に4時間放置していたと捜査当局を批判した。

### 司法省
2014年8月11日、連邦捜査局(FBI)が事件捜査を始めた。 FBIセントルイス支部の広報は、この捜査着手が事件後の抗議と暴動によって決まったわけではないと語った。FBI捜査官40人が各戸を訪問して銃撃に関する情報を持っているだろう証人を探した。このほか、米司法省の公民権課や連邦検事が捜査に参加した。
2015年3月4日、連邦捜査は銃撃事件におけるウィルソンの公民権侵害は無かったと表明した。身の危険を感じた（ので発砲した）というウィルソンの供述を論破するだけの信頼に足る証拠が検察側になく、以下の証拠等からウィルソンの刑事告発を支持できないと同捜査は結論付けた。信頼に足る目撃者達は、ブラウンが（撃たれる前に）降伏して手を上げたことを支持しなかった。ウィルソンは背中側を撃っていなかった。法科学的証拠は、ブラウンがウィルソンの方へ向かってきたことを示していた。（ウィルソンと矛盾する）目撃者の多くは、自分が見ていなかった場面まで想像で説明したり、他の人からの伝聞で語っていた。

### 2020年 新しい検察
新任したセントルイスの検察官ウェスリー・ベルは、ウィルソンを過失致死または殺人で起訴する観点で2020年にこの事件を5カ月かけて密かに見直した。7月、ベルは「ダレン・ウィルソンに対して倫理的に起訴できるだけの証拠はない」と語り、いかなる罪でもウィルソンを起訴するつもりはないと発表した。

## 大陪審の審理
大陪審は、黒人3名と白人9名（セントルイス郡の人種構成と概ね同じ）からなる陪審員でこの事件を審理した。2014年8月20日より始まった審理は、3カ月にわたって行われる異例の展開となった。
この大陪審はセントルイス郡より選出されたロバート・P・マカロックが検察を担当したが、彼の発表した異例のプロセスに注目が集まった。まず、大陪審の聴聞会には別の検事補2人が出席して自分は直接参加しなかった。そして大陪審はあらゆる証拠や証言を聞き、議事録は転記されて大陪審が起訴に至らなかった場合はその資料が公開されるというものだった。
3カ月にわたって25日も（通常は数日で終了する）行われた大陪審は、目撃者60人から延べ5000ページ以上の証言を聞き、ウィルソンを起訴するかどうかを審議した。
11月24日の夜、大陪審はこの事件でウィルソンを起訴しないとの決定に達した、とマカロック検察官が記者会見で発表した。彼の発表に続いて、数千ページに及ぶ大陪審文書や資料（議事録、専門家の声明、一部目撃者の証言など）が公開された。12月には、警察司令部と警官との応答通信や、ブラウンと一緒にいたジョンソンの証言なども公開された。FBIや郡警察によるジョンソンへの事情聴収ビデオは非公開だった。
マカロック検察官は、父親を黒人に殺されている人物なので公平性に欠けるのではないか、という点が後の批判の焦点となった。マカロックに辞任を求める請願書には7万人の署名が集まったが、それをやると検察が危うくなりかねないとしてジェイ・ニクソン州知事はマカロックの更迭を拒否した。マカロックは、自分の背景を当時公に話さなかったことを後悔していると後に語った
法務アナリストは、事件評価するため過剰な資料が与えられたこのプロセスが大陪審に不起訴決定を下すのに影響を与えた可能性があると述べ、マカロックの非正統的な手法に懸念を表明した。

## 証拠

### 銃撃現場
大陪審に提示された銃撃現場の証拠は2車線道路で約184フィート(56m)に及ぶ。事件直前、ブラウンは車道のカンフィールド・ドライブ上を東向きに歩いており、ウィルソンは西へ向かって運転していた。現場の証拠は、西側にあるウィルソンの警察車両周辺と、東側にあるブラウンの遺体周辺に密集していた。
西の警察車両周辺には、ブレスレット、野球帽、40口径の薬莢2個（現場の西端と警察車両内で発見）といった物証があり、車両のドアには血痕が付いていた。中間付近にはサンダル一組が落ちていた。
ブラウンの遺体は道路東側の中央線辺りで頭が西を向いており、警察車両からの距離は47mだった。血痕は、ブラウンの足から6-7m離れたかなり東側にあった。遺体周辺で40口径の薬莢10個が散らばっていた。薬莢の分布から警官が発砲しては後退しており、遺体と血痕の位置関係はブラウンが殺される際にウィルソンの方へ向かっていったことを示唆するものだった。

### DNA
ブラウンのDNAが銃で発見された。彼のDNAはウィルソンのズボン左大腿部やウィルソンのパトカー運転席のドアハンドル内側でも発見された。セントルイスの監察官マイケル・グラハムは、ウィルソンの銃と車内で血液が見つかり、ブラウンの組織がウィルソンの車の運転席外側で見つかったと述べた。 この証拠はその場所での揉み合いと一致した。 サンフランシスコの病理学者で専門家証言したジュディ・メリネックによれば、ブラウンの手に射撃残渣が付いているという公式の検死解剖はブラウンが武器を奪おうとしていたというウィルソンの証言を裏付けるもの、又は銃が発砲したときにブラウンの手から10cm程離れていたことを示すものだった。

### 検死解剖
ブラウンの遺体には3度の検死解剖が行われ、ブラウンは頭部を含め6度撃たれているが、背中側には銃弾を受けていなかった。
現地の監察医による郡の検死報告は、右腕のみ前後に銃創が見られるも ブラウンは胴体の前側を撃たれたと説明した。この調査報告はウィルソンの供述とも合致するものだった。頭頂部の銃創もブラウンが倒れる時または突進している時のもので、この銃撃で即死したという。毒物試験では、ブラウンの血液および尿中より大麻の有効成分であるTHCが見つかり、彼が死亡数時間前に大麻を摂取していたことが示されたが、死亡時にその影響があったか否かは不明とされた。
ブラウン遺族からの要請で、8月17日にニューヨークの監察医による2度目の検死解剖が行われた。検死報告では体の前側を6度撃たれており、いずれも1フィート(90cm)以上離れた場所から撃たれていたことが分かった。また頭頂部の銃弾が致命傷になったとされた。
司法長官の命令で3度目の検死解剖が実施され、その結果は以前2回の検死と一致するものだった。この連邦検死報告の詳細はしばし内容を伏せられ、大陪審がウイルソン不起訴を決定した後の12月8日に公開された。

### 銃声の記録
8月27日、CNNが銃声を含む音声記録を公開した。この録音は、事件当時たまたまメッセージ動画を撮っていた匿名の第三者によって行われた。12秒の録音には、2度の連続した銃声が短い間隙を挟んで収録されている。
法科学のオーディオ専門家や狙撃探知システムの専門業者による分析が行われ、銃声が７秒以内に10発（他は反響音）聞こえて6発目の後に3秒の小休止があったことや、10発がいずれも半径1m以内からであり撃った人物は動いていなかったことが判明した。

### 処理
ワシントン・ポスト紙は事後処理が通常とは異なる法医学的慣行だったと指摘した。ウィルソンが血のついた手を写真撮影せずに洗ってしまったり、最初のウイルソンへの事情聴収がテープ録音されていなかったり、監察医が現場写真を撮らずに郡警察による写真を頼ったことなどが判明した。

## 目撃証言
事件の一部または全部を見たという複数の目撃者がメディアや大陪審で証言したり、米司法省による事情聴収を受けた。目撃者の証言には様々な矛盾があり、こうした証言の差異は一般的に羅生門効果と呼ばれる。
大陪審を伝えるAP通信記事は、目撃証言には「矛盾、捏造、明らかなデタラメ」が含まれていると伝えており、幾人かの目撃者が公表された証拠や他の目撃証言と合致するよう証言を変えたことを認めたという。ロバート・マカロック検察官は「誰であれ登場させることが重要だと私は思った。明らかに真実を語っていない人も一部いて、それについて疑問の余地はない」と述べた。
ウィルソンの有罪を指摘する証言は、物理的証拠、他の目撃証言、時には自分の以前の証言にすら矛盾しており、信用されないとされた。そうした24件の声明が信用できないとされ、ウィルソンの供述を裏付ける8件が信用に足るものとされた（9件はウィルソンの供述と完全に矛盾はしていないが、裏付けにもならなかった）。ウィルソンの供述を裏付ける証言をしたことで地域社会から報復される恐れがある、と語った目撃者もいた。

### ウィルソン警官の供述と証言
ウィルソンは、8月の事情聴収と9月の大陪審で事件の供述証言をした。供述によれば、ウィルソンは病人関連の要請出動を済ませた直後に盗難事件が地元のコンビニエンスストアで発生中との無線を聞いた。ウィルソンは容疑者の特徴説明を聞き、直後に黒人男性2人が通りの真ん中を歩いているのを見た。ウィルソンが2人を制止して歩道を歩くように言うと、ジョンソンは「俺達はもうすぐ目的地なんだ」と答えた。彼らが警察車両とすれ違う際、ブラウンが「お前が言ってくることがクソッタレだ(fuck what you have to say)」と言った。
その後ウィルソンが2人のいる場所へ約10フィート引き返すと、彼らがドアを開けようとした。応援招請した後、ウィルソンが「こっちへ来い」と2人に言うと、ブラウンは「一体テメエ何をするつもりだ(what the fuck are you gonna do)」と答えた。ウィルソンがドアを閉めるとブラウンが近づいてきてドアを開けたので、ウィルソンは後ろへ下がれと言いながら彼を押し戻そうと試みた。するとブラウンは腕を振って車外から私を殴ってきた。最初の一撃は「掠る程度の打撃」で、その時に自分はブラウンの腕を自分の顔から払いのけようとした。これはブラウンが左を向いて、掴んでいた盗品の葉巻をジョンソンに手渡した時だった。その後自分は支配権を取ろうとするブラウンの右腕を掴んだが、ブラウンがこちらの顔を殴ってきた。ウィルソンは、パトカー内でブラウンを制止しようとした時の様子を「自分がハルク・ホーガンを掴んでいる5歳児みたいに感じた」と語った。ウィルソンはこのことに「愕然としつつ」も、ブラウンに抵抗を止めて後退するよう何度も叫んだ。職杖や警棒を使うことも考えたが、ウィルソンが言うにはどちらも手が届かなかったという。そこで彼は銃を抜いてブラウンに狙いを定め、止めなければお前を撃つことになるぞ、と告げて地面に伏せるようブラウンに命令した。
ウィルソンによると、その時ブラウンは「俺を撃つにはお前ナヨナヨし過ぎだぜ(you're too much of a fucking pussy to shoot me)」と言って彼の銃を掴んで捻じり、こちらの臀部辺りに銃を向けてきた。揉み合いとなる中ウィルソンは引き金を2回引いたが銃は発砲しなかった。その次の試みで銃が発砲し、それでもブラウンは車内でこちらを複数回殴ろうとしてきた。ウィルソンは再びブラウンに発砲するも命中せず、ブラウンは東に逃走。一方のウィルソンは自分の車を出て、応援要請を無線通信した。ウィルソンはブラウンを追いかけて「止まれ、地面に伏せろ」と叫んだが、彼は走り続けた。ようやくブラウンが立ち止まると、振り返るや「うなり声を上げて」こちらに向かって走りだした。彼の右手はシャツの内側で腰ベルトの下（何かを持っている様子）だった。「止まれ、地面に伏せろ」という命令をブラウンが無視しているため、ウィルソンは彼に複数回発砲し、一旦やめて、再び地面に伏せるよう彼に叫んだが、なおもブラウンはこちらに向かって突進中でスピードも落ちていなかった。その後ウィルソンはもう一度銃撃を幾度か行なったが、それでもブラウンはこちらに走ってきた。ブラウンとの距離が約8-10フィート(約2.5-3m)となった時ウィルソンは更なる銃撃を行い、そのうちの1発がブラウンの頭に命中し、彼は腰ベルト内に手を入れたまま倒れた。（応援の）パトカー2台は最後の銃撃から約15-20秒後に現れたとウィルソンは語った。彼の上司が到着して、ウィルソンは警察署に送られた。
ウィルソンは、ブラウンが右手を腰ベルト内に入れて向かってきており、ブラウンが撃たれた後も依然として手が腰ベルト内側にあるように見えた、と刑事に語った。銃撃現場の医療捜査官は写真を撮っていなかったが、ブラウンの左手が腰ベルト付近で遺体の下側にあり、右手は外側に伸びていたと大陪審で証言した。

### 目撃者の証言
多くの目撃者証言はウィルソンの供述と一致しており、手元にある物的証拠とも合致するものだった。多くの目撃者は、ウィルソンがこの事件で自衛の行動をしたことを裏付けた。ウィルソンの事件供述を裏付けた目撃者の多くが、自分達はファーガソン地域の個人から嫌がらせや脅迫を受けたと語り、証言することに恐怖や不安を表明していた:pp.27-34。例えば、以下の事がウィルソンの供述と合致した。
- ブラウンは降伏して手を挙げるようなことをせず、ウィルソンに全力で突進していった。自分はウィルソンの命が危ないと思ったし、彼はブラウンが突進してきた時にだけ発砲していた[10]:pp.27-28。
- ブラウンは車の中で少なくとも3回はウィルソンを殴っていた。銃声の後でブラウンが走り出し、ウィルソンは車から出ると肩のマイクで無線を呼んでいる様子で、その後銃を持ってブラウンを追いかけていった。ブラウンはウィルソンと向かい合ったが、手を挙げるそぶりはなかった[10]:p.29。
- ブラウンが逃げている時にウィルソンは発砲しなかった。ブラウンが振り向くと「一瞬」は降伏するそぶりもあったが、すぐにウィルソンへと「タックル」するかのように突進していった。ブラウンが向かってくる時だけウィルソンは発砲し、彼が立ち止まった時は発砲しなかった。これが繰り返された[10]:p.30。
- 警察官は「正当」であり「彼がやらねばならないことをしていた」。ブラウンが降伏したという（他の人の）発言は間違っている。ウィルソンは最低でも10回はブラウンに「止まれ」「地面に伏せろ」と言ったが、ブラウンはウィルソンに突進していった。
- 事件についてドリアン・ジョンソンが「嘘」をついているので名乗り出ることにした[10]:p.32。ウィルソンが少年2人に車道から出るよう要請した時、ブラウンは「警察なんかクソッタレだ」みたいなことを答えていた。その後ウィルソンが車から降りると、ブラウンが彼の顔を殴った。ウィルソンはテーザー銃に手を伸ばしたが、それを落としたので銃を取り出し、その後ブラウンはウィルソンの銃を掴んだ。ブラウンは一旦ウィルソンから逃げたが、振り向いて警官に向かって突進した。ウィルソンは正当防衛で発砲しており、最初から殺す目的で撃っているようには自分には見えなかった[10]:p.33。

ウィルソンと矛盾する証言をしていた目撃者も複数いたが、検察や大陪審の聴収が進むうちにこちらの証言者達は信用を失うことになった。例えば以下のような事例があった。
- ある目撃者は当初ウィルソンが冷血にブラウンを殺害したと主張していたが、実際には事件を全く見ておらず、恋人が目撃したとする情報を吹聴しているだけだと認めた[102][103][104]。
- 銃撃時にウイルソン以外の警官もいたと語る目撃者もいた（他の人は全員がこの警官は銃撃後にやって来たと証言）。彼は目撃地点と事件現場の間に建物があるにもかかわらず、起こった事を明確に把握していると主張した[103]。
- ウィルソンが頭を撃った時ブラウンは「彼の膝の上にいた」と語る目撃者もいたが、質疑応答中に証言が支離滅裂になり、彼はそれが捏造だと認めた[103]。
- ブラウンが手と膝をついて命乞いしていたという目撃者もいたが、法科学的証拠からそれが不可能だと伝えられると、その目撃者は撤回を要請した[103]。

### ドリアン・ジョンソンの供述
事件当日ブラウンと一緒にいた友人のジョンソンは、8月にマスコミに向けて事件の概要説明をした。ジョンソンの説明によれば、ウィルソンは自分達の傍で車を停め「テメエら歩道に失せろ(Get the fuck on the sidewalk)」と言った。こちらが「目的地まであと1分の距離で、すぐに通りから出るよ」と答えると、ウィルソンは何も言わずに前進するや突然引き返してきて、こちらの行く手に車を横付けした。ウィルソンが攻撃的にドアを開けようとして、自分達2人の体にドアがぶつかり、ウィルソンを閉じ込めてしまった。まだ車内にいたウィルソンは開いている窓からブラウンの首辺りを掴んできて、ブラウンは引き離そうとしたがウィルソンは「綱引きの要領で」ブラウンを自分の方に引っ張り続けていた。ジョンソンが言うには、ブラウンは「警官の武器に一切手を伸ばすことなく」自由になろうとし、その時ウィルソンが銃器を抜いて「お前を撃つことになるぞ」と言い、銃が火を噴いてブラウンに命中した。最初の銃声を受けて、ブラウンはそこから抜け出し、2人で逃げた。ウィルソンは車を出ると逃げるブラウンに幾度か発砲し、1発が彼の背中に命中した。ブラウンは両手を挙げて振り返り「自分は銃を持ってない。撃たないでくれ！」と言ったが、ウィルソンはその後さらに数回ブラウンを撃って、彼を殺した。
9月の大陪審への証言でジョンソンは、自分とブラウンは葉巻を買うためにコンビニエンスストアに歩いていき、でもブラウンは（購入の）代わりにカウンターの上に手を伸ばしてそれらを取り、ドアから出る途中で店員と揉み合いになったと発言した。ジョンソンの証言では、家路の途中ブラウンは葉巻を良く見えるよう手に持っていて、ファーガソン警察の車両2台が自分達を通り過ぎたけど、止まらなかったという。ジョンソンによれば、ウィルソンは当初から加害者でこれといった理由もなく車で引き返してきてドアを開けようとしたので、ブラウンがそれを閉めて彼が出るのを妨害した 。またブラウンがウィルソンを殴る場面は全く見ておらず、ブラウンがウィルソンの銃を掴んだとは思っていないが、発砲されたという。 自分達2人は走りだし、ジョンソンはブラウンが逃げている最中に発砲、ブラウンは振り返って「当時手を挙げてはいたが、殴られていたためさほど上がっていなかった」とジョンソンは述べた。ブラウンは「俺は銃を持ってない」と言って極限状態になりり、もう一度「俺は銃を持っていない」と言おうとしたが「彼がもう一度その言葉を言う前に、それを口に出す前に更なる銃撃が幾発かやって来た」と陪審員に語った。彼の証言では、致命的な銃撃の前までブラウンはウィルソンの方へと走らなかったと主張した。

## 当初の反応と分析

### 8月9-31日
ブラウン銃撃の翌日に平和的な抗議と市民暴動が発生し、数日間続いた。これは、多くの人々のブラウンが降伏していたという思い込みのほか、長年にわたる少数派黒人と多数派白人による市行政や警察間の人種的緊張によって起こった。銃撃事件の詳細が明らかになるにつれ、警察は夜間外出禁止などで秩序維持に取り組み、一方でファーガソン地域の人達は事件現場付近で様々なデモを行った。 8月10日、追悼の日も当初は平和的だったが、夜になると一部の群衆が手に負えない騒ぎを起こした。現地の警察署は暴動に対応して約150人の警官を招集した。一部の人々は、企業を略奪したり、車両を破壊したり、市内の一部地域へのアクセスを遮断しようとした警察官と対峙した。銃撃の数日後、州と連邦の当局者はこの問題を重く見て、8月12日にバラク・オバマ大統領はブラウンの遺族と地域社会に哀悼の意を表した。 8月14日、ケンタッキー州選出のランド・ポール上院議員は、この事件は悲劇であり警察部隊は非武装化する必要があるとの意見記事をタイム誌に書いた。
8月15日、ブラウンによるコンビニエンスストアでの強盗事件を示す報告書とビデオがファーガソン警察によって公開された。これらは銃撃後に関する情報も含むものだった。監視ビデオ映像には、ブラウンが葉巻の箱をつかみ、店員との間で揉め事になっている様子が映っていた。司法省は、公開することが緊張を煽りかねないとしてビデオを公開しないよう促したが、ミズーリ州知事ジェイ・ニクソンは現場地域の昂りを鎮める試みとしてこの公開を決定した。ブラウンの遺族は、これを息子の「処刑スタイルの殺人」に続く名誉毀損と呼び、警察署長が選んだ情報拡散方法を非難する声明を発表した。 この日の情報公開は、警察による一貫性のない異例の手法として批判された（似たような案件で警察は従来、当事者に生命の危険が及ぶとして銃撃に関与した警官の名前を伏せたりしていた）。

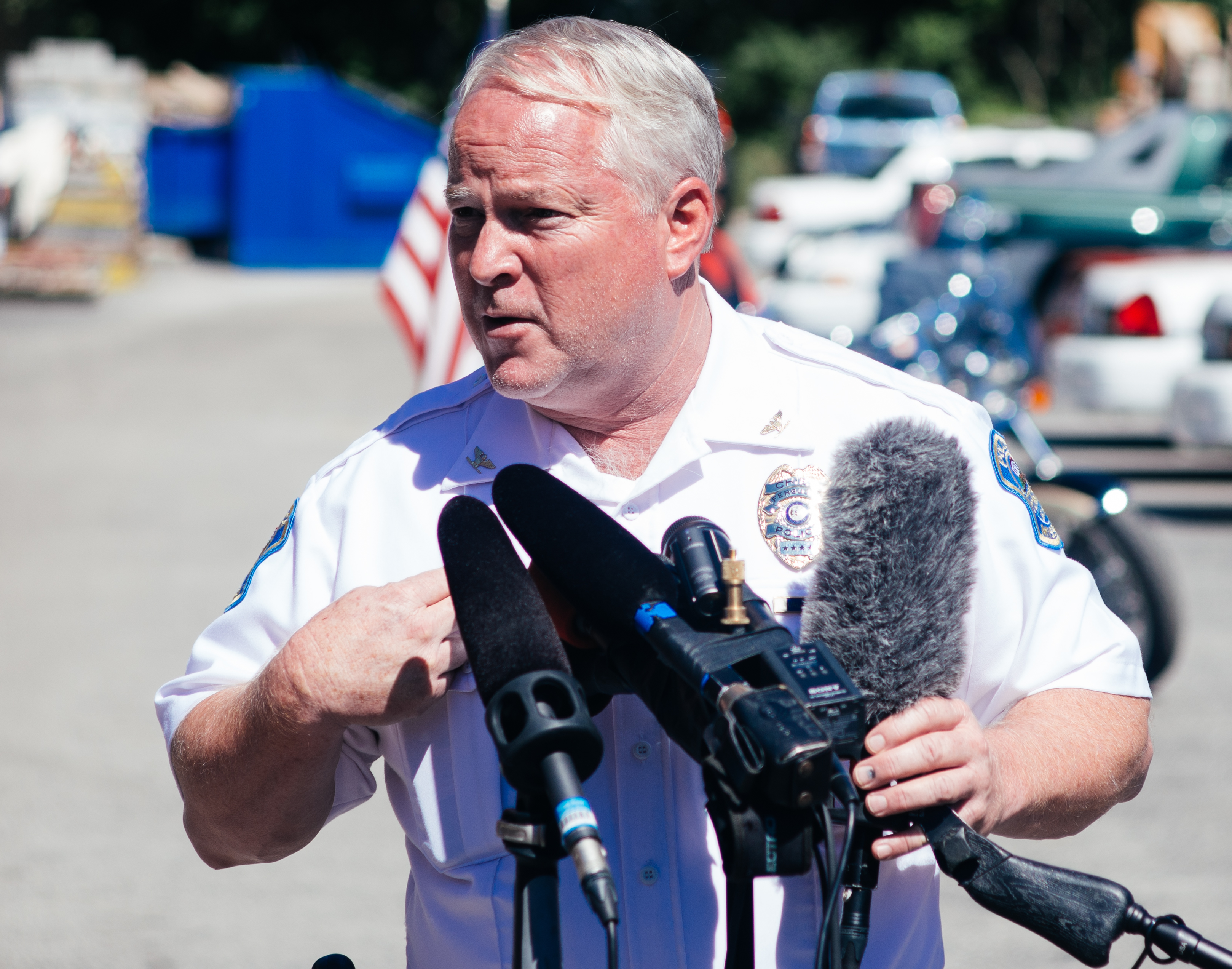
記者会見でのファーガソン警察署長トム・ジャクソン

報告書とビデオが公開された時、ブラウンが強盗の容疑者だとウィルソンは知っていたのかが焦点となった。既に彼は知っていたと警察は語ったが、ウィルソンは最初の接触では分かっておらず ブラウンが葉巻の箱を持っていたため容疑者だと認識した、とファーガソン警察署長のトム・ジャクソンは訂正した。この件に関してニューヨーク市の元地方検事ユージン・オドネルは、警官が信号無視を理由にブラウンを呼び止めた場合でも、ブラウンはこの警官が強盗事件について知っていると考えるだろうから「警察の反応が普段通りでも、（ブラウンの）警察への応対には何らかの影響を及ぼした可能性がある」と補足した。
8月18日に発表されたピュー・リサーチ・センターの調査では、白人と黒人間でアメリカ世論の違いが示された。この銃撃が「人種に関する重要な問題を提起する」と考えているのは黒人で80%、白人では37%だった。
8月24日、セントルイスは毎年恒例の平和祭を開催し、そこでは特にマイク・ブラウンに焦点が当てられた。マイク・ブラウンの父やトレイボン・マーティン（2012年にフロリダで射殺された10代の非武装黒人）の両親が出席した。ブラウンの葬儀は8月25日に行われ、推定4,500人が参列した。

### 9月-12月

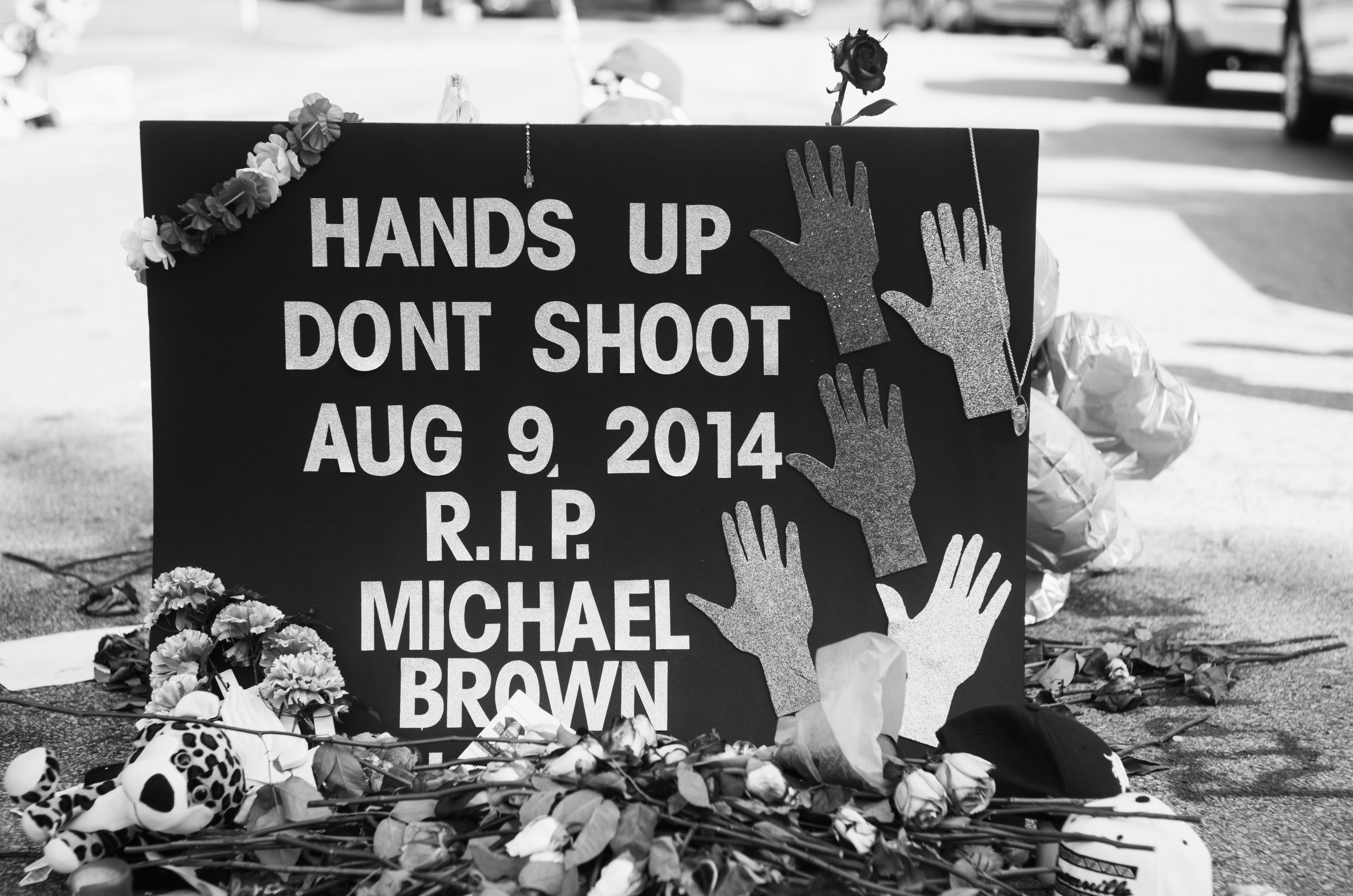
抗議中に設置された仮設の慰霊碑

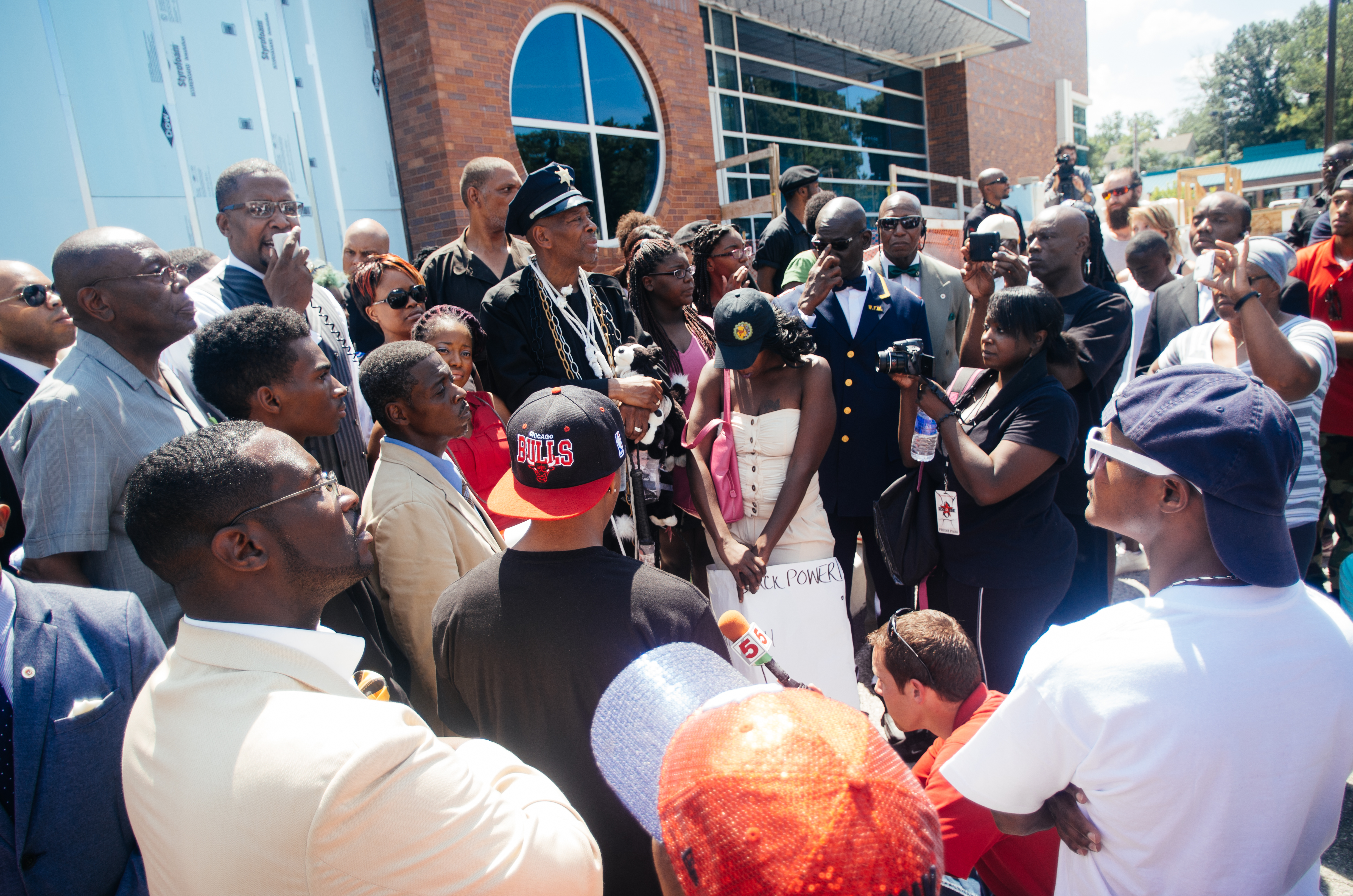
ファーガソン警察署に集まった抗議者

10月22日、匿名の情報提供者がウィルソンの大陪審証言なる記述を現地紙 (St. Louis Post-Dispatch) に漏らした。司法省は「捜査における選択的なこの情報公開は無責任で非常に問題があると考えている。コンビニエンスストアの映像公開以降、この訴訟事件への世論を動かそうとする不適切な取り組みがある」との声明を発表し、ウィルソンの弁護団は自分達ではないと否定した。セントルイス郡検察の広報は、情報源の守秘義務がある報道記者を相手にこの件の捜査はしないが「彼らの持っている情報から、この漏洩が大陪審や検察庁からではないと言える」と述べた。司法省に咎められたこの漏洩はウィルソンの証言を裏付ける証拠に言及しており、起訴の可能性を減らす一方で抗議者の怒りを増幅させることになった。

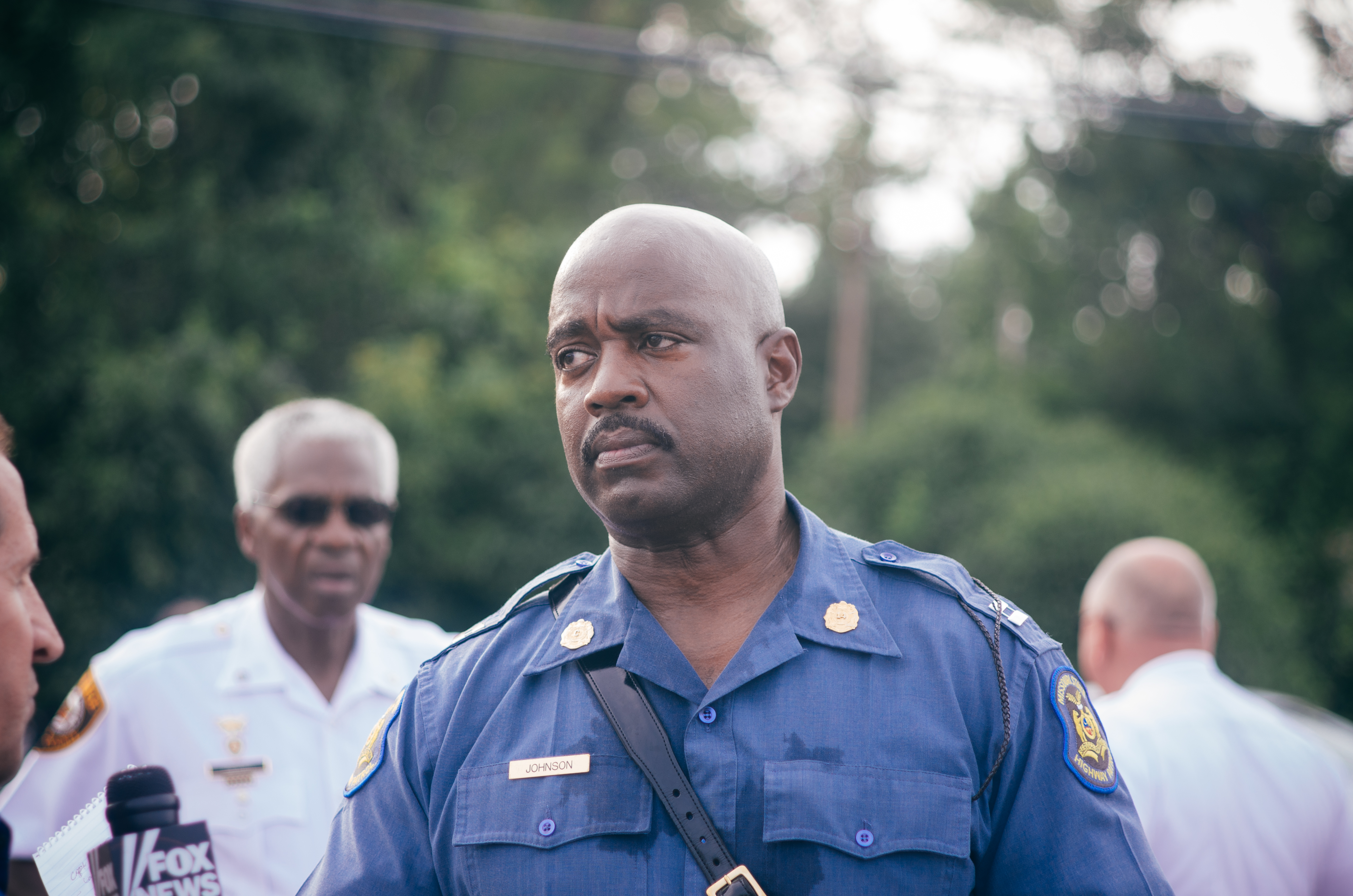
暴動を減らすためミズーリ州のハイウェイ・パトロールがファーガソンの警察執行の引き継ぎを要請された

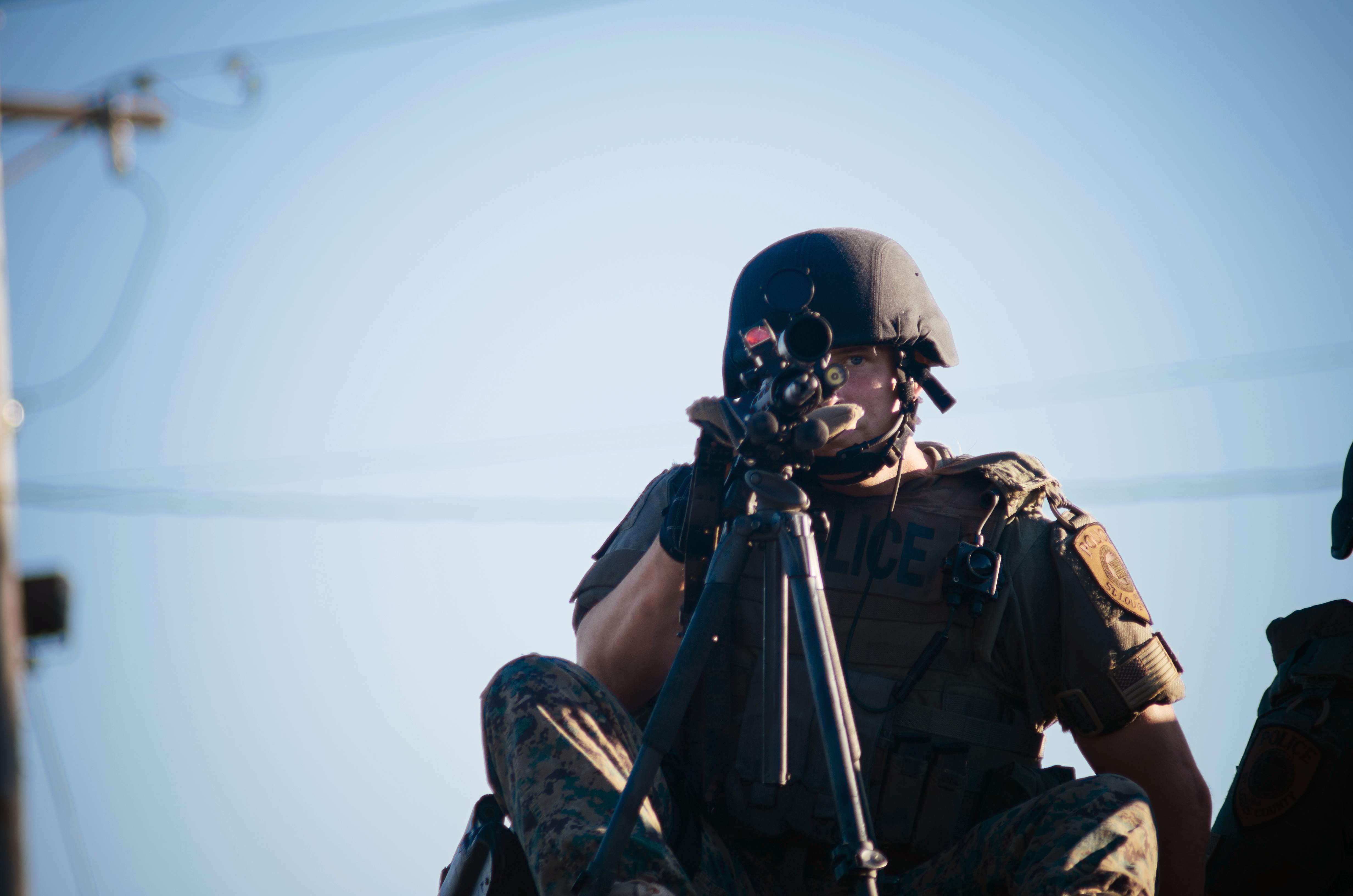
ファーガソンでの抗議期間にSWAT車両上にいた警察の狙撃手

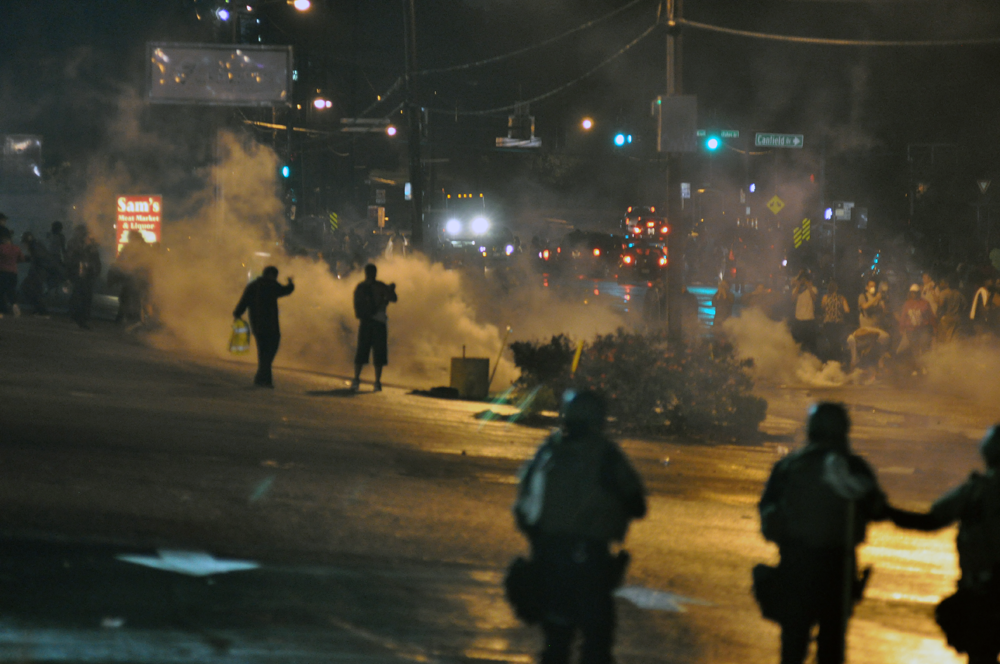
警察と抗議者の衝突

11月、大陪審の発表を受けての抗議が全米約170都市で（西海岸のロサンゼルスから東海岸のボストンまで） 発生し、その一部は暴動となり、現地ファーガソンでは抗議者によって幾つかの企業が略奪され火災が発生した。多数のメディア報道や法律専門家がこの事案で大陪審が起訴に至らないとしたプロセスを批判した。
2014年12月の世論調査では、黒人の過半数が警察や刑事裁判制度で自分達が白人と同等の扱いを受けているとは考えていない（白人では約6割が平等な扱いがされていると考えている）ことが示された。

### 2015年以降
3月4日、米国司法省はウィルソンがこの銃撃で起訴されることはないと発表した。その報告書では「身の危険を感じた（ので撃ってしまった）というウィルソンの主張を覆すだけの信頼に足る証拠が検察側には無い」とし、ブラウンが両手を挙げていたという目撃談は「物証および法科学的証拠と矛盾しているため正しくない」と述べられていた。
オバマ大統領はこの発表に対して「(司法省による)調査結果では、警官ウィルソンを起訴するに足るだけの証拠がないと判断することに不合理はなかった。それは客観的で徹底した独立の連邦捜査だった」「我々では、何が起きたのかを正確に知りえないかもしれない。しかし警官ウィルソンは、犯罪で起訴されている他の人達と同様、適正なプロセスと合理的な疑い基準によってこの恩恵（不起訴）に授かったのである」と語った。
同年6月と7月に行われたギャラップ世論調査では、黒人回答者の8%が現地警察は人種的少数派を「非常に公平に」扱っていると答え、黒人回答者の44%が「公平」だと答えた。対照的に、非ヒスパニック系白人回答者の29%が現地警察は人種的少数派を「非常に公平に」扱っていると回答し、同49%が「公正」だと答えた。同世論調査では、黒人回答者の38%および非ヒスパニック系白人回答者の18%が「地域社会における警察の存在感（威厳）向上」を好ましく思っていることが示された。

### 国際的な反応
エジプト外務省やロシア外務省などの国外省庁をはじめ、中国の新華社通信、ドイツのデア・シュピーゲル、イランのイスラム共和国通信社、スペインのエル・ムンド、イギリスのメトロといった海外通信社 がこの銃撃事件に触れている。
アムネスティ・インターナショナル(AI)は、人権監視団、訓練士、研究者からなる一団をファーガソンに派遣しており、こうした一団を米国に配備したのは初めてのことだった。10月24日、AIはファーガソンでの人権侵害を宣告する報告書を発表した。同報告書は、ブラウンの死における殺傷武器の使用、人種差別と警察公権力の濫用、催涙ガスやゴム弾などによる抗議活動の抑制、抗議を取材するメディアの制限、法執行機関による抗議取り締まりに関する説明不足などを挙げた。

## 大陪審決定への反応

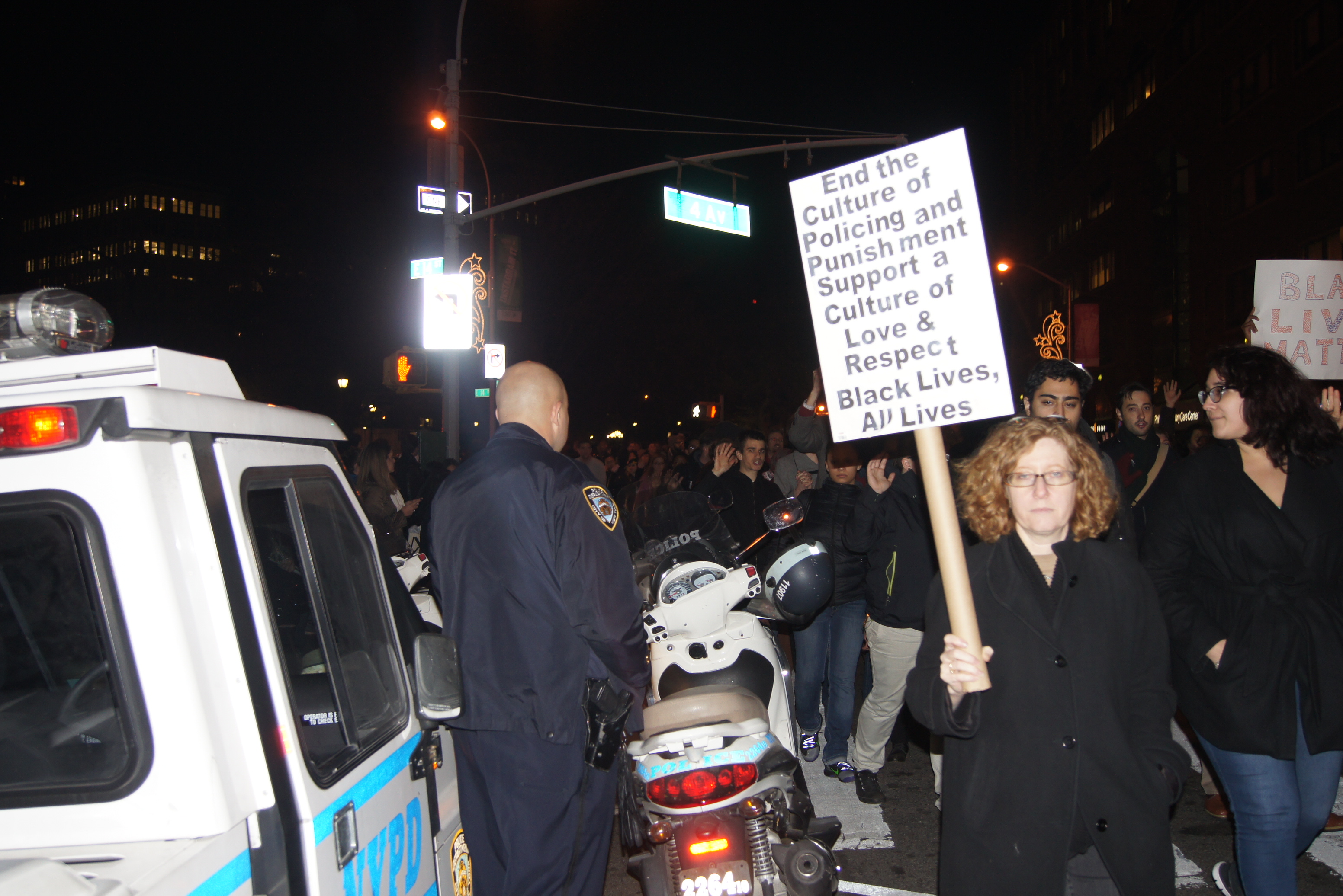
大陪審の決定翌日に、マンハッタンのユニオンスクエア (ニューヨーク市)で行動を起こした抗議者

この大陪審は、通常進行からの逸脱が多数あって従来通りではなかった。米国の大陪審過程は秘密裏に行われ、不起訴の場合にはその議事録や証拠や証言が一般公開されることは滅多に無い。マカロック検事は当初から議事進行の透明性を希望し、不起訴となれば資料を一般公開するつもりで議事録を書き起こしていた。今回の大陪審は、犯罪行為があったという保証のない審議で異例だった（通常だと起訴相当理由が検事によって審査済み）、と元連邦判事のポール・キャッセルは指摘した。マカロックがあらゆる証拠を提示するつもりだったので、通常だと数日以内に決定する大陪審の審議が遥かに長くかかることになった。
公判前に、検察が1979年のミズーリ州法（「逮捕したり、拘留者の脱走を防ぐためなら」殺傷武器の使用が警官に許される）を提示するなど、正当防衛に関する法令情報が陪審員に事前に伝えられた ことが物議となった。これはウィルソンを起訴できないようにする検察の意図的な企みだと主張する記者もいれば、正当防衛での殺傷武器使用は独立した正当要件で何ら問題ないとする法律家もいた。仮にウィルソンが起訴されて裁判でテネシー対ガーナーの判例（危険でない容疑者の逃亡を防ぐためだけに殺傷武器を使用することは違憲）に基いて有罪とされても、ミズーリ州法を根拠にその有罪判決に異議を唱えることが可能である、とセントルイス公共ラジオは後に伝えた。
検察側による事件の扱い方にも注目が集まった。一般的に検察は無罪証拠を見落とすことはなく、被告が無罪だと考えたら通常起訴しない。あらゆる証拠の提示という異例のプロセスは、恣意的な提示が審議結果に影響を及ぼしてしまうという議論を避けることになったが、この決定のことでマカロックは現在でも批判されている。一部の検察官は、裁判に勝つ見込みが無くて後日の捜査と民事訴訟がさらなる批判を引き起こしそうな場合に、大義名分として大陪審のプロセスを利用することがあるという。一方で、検察があらゆる証拠を提供するのが変だとは言えず、裁判で有罪を勝ち取る見込みがないのなら（今回のように）不起訴に持っていくことは正当化されても構わないとする弁護士側の意見もあった。後にマカロックは、起訴状を取るために歪んだ証拠提出をせずに、あらゆる証拠を含めるという今回の選択を擁護した。
ニューヨーク・タイムズ紙は、検察官によるウィルソンへの尋問が「温和」で、彼の供述と矛盾しているような目撃者への鋭い切り込みとは対照的だったと、客観性に疑問を感じる部分があったと伝えた。CNNは、ウィルソンの証言への反対尋問中に下らない質問があったとして検察側を批判し、地面にうつ伏せになるようブラウンに2度警告したというウィルソンの供述に目撃者からの裏付けが取れなかった点を指摘した。
ニューヨーク・タイムズ・ビデオによると、大陪審の決定が発表された後ブラウンの継父ルイス・ヘッドは集まったデモ参加の群衆に振り向いて「この媚びている嫌な奴を焼き払ってしまえ(Burn this bitch down)」と叫んだ。直前には「（壇上に）立ったら俺が暴動を起こしてやる」とも言っていたが、後に彼は一連の感情爆発を謝罪した。

## 反響
9月24日までに、ファーガソン警察の署長トーマス・ジャクソンはマイケル・ブラウンの家族に公に謝罪した。11月29日に、ウィルソンは安全上の懸念から退職金無しで辞職し、翌年3月までに署長もファーガソン警察を辞めた。全米法曹協会 (National Bar Association) は、ウィルソンの警察官免許取り消しを求めてミズーリ州公安局に苦情を申し立て、ウィルソンは警察官としての再就職ができなくなった。
バラク・オバマ大統領は、銃撃事件への対策の一環として連邦政府が法執行官のボディカメラに7500万ドルを投じると発表した。
米国ニュース関係者を対象としたAP通信の世論調査によると、2014年で一番のニュースはブラウン銃撃事件などの警察による武器を持たない黒人の殺害、および事件後の捜査や抗議行動だった。

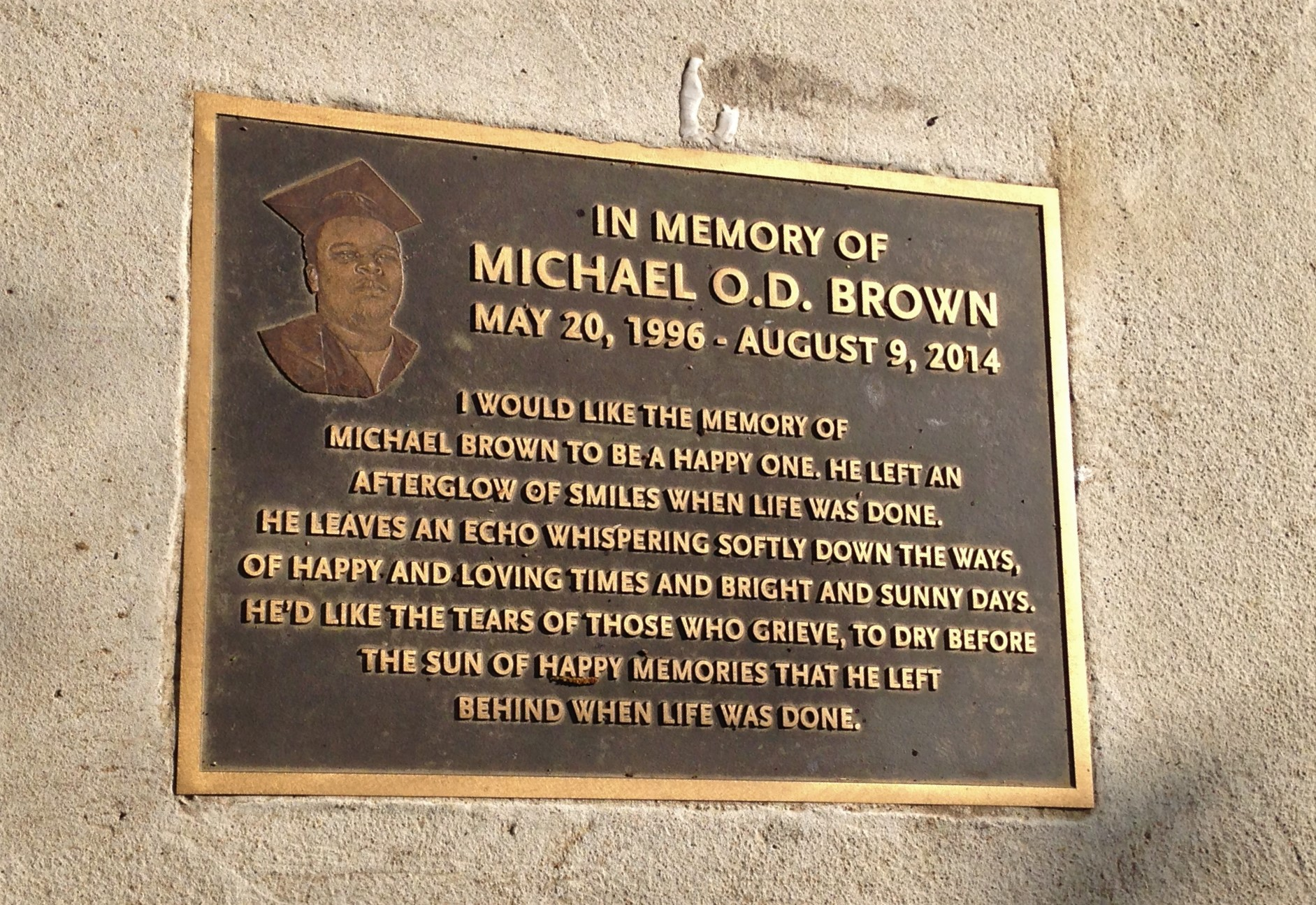
銃撃事件が起きた歩道にある、マイケル・ブラウン追悼の銘板

セントルイス大学の教授陣は、1985年のテネシー対ガーナー米国最高裁判決 (Tennessee v. Garner) に準拠するようミズーリ州法の改定を求めている
ブラウン遺族の支援やウィルソン支援の基金がインターネット上で募られ、それぞれ数十万ドルの寄付が集まった。
2018年8月、ボブ・マカロック検事は28年間の現職に終わりを告げた。

### 「両手を挙げたら、撃つな」

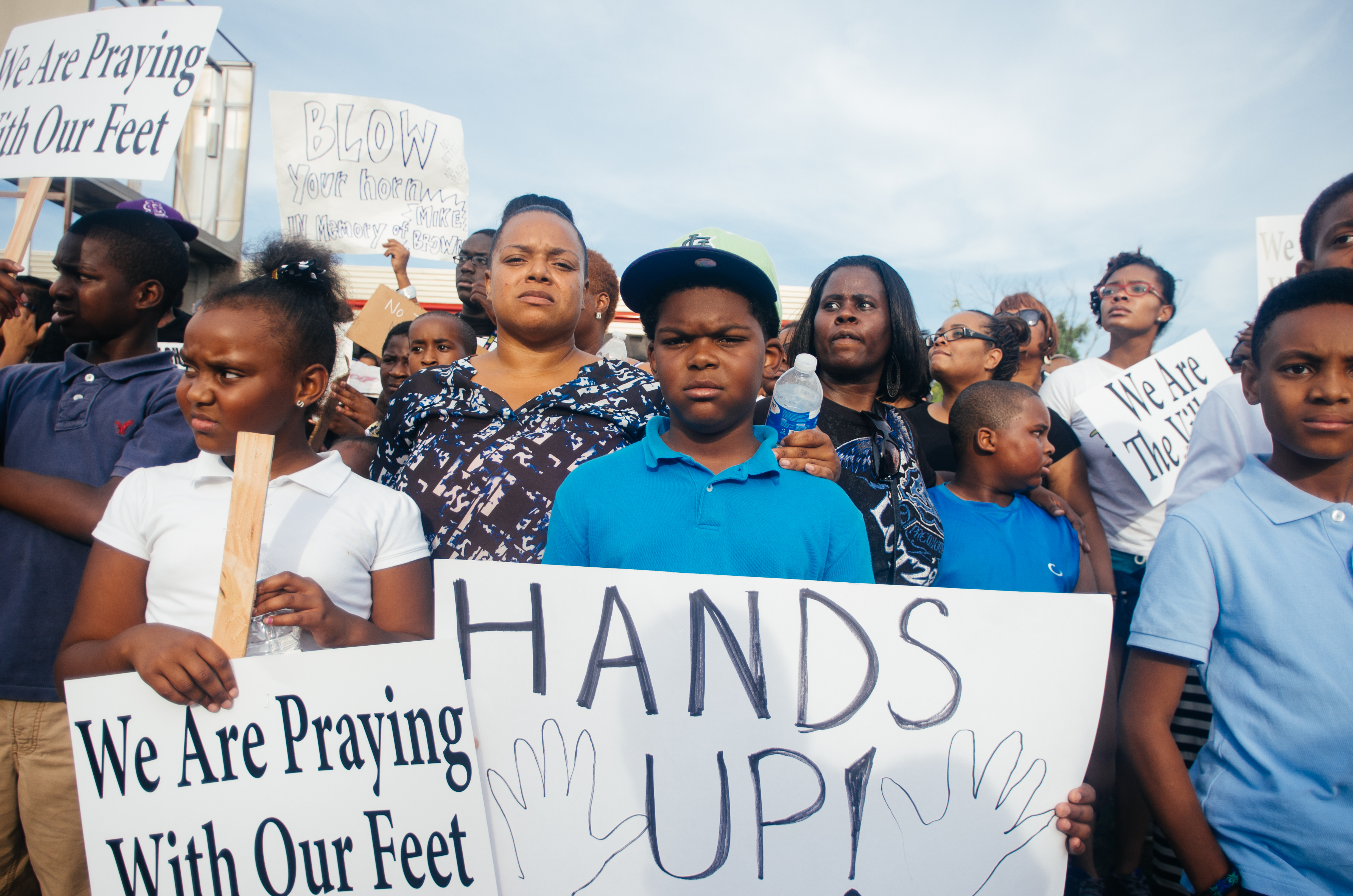
ファーガソンでの抗議で掲げられた"Hands up!"の札

「両手を挙げたら、撃つな(Hands up, don't shoot)」や「両手を挙げた(Hands up)」は、この事件に由来するスローガンおよびジェスチャーであり、ファーガソンおよびアメリカ全土でのデモで目撃された。このジェスチャーは警察の暴力に対する訴えとなった。
2015年3月4日、米国司法省はこの銃撃事件に関する報告書を発表して「ブラウンが降伏で両手を挙げたと主張する目撃者の中に、その供述が物証と一致した人物は１人もいない」「我々の調査では、ブラウンが「撃つな」と言った目撃者が一人も現れなかった」と述べた。

### 関連の事件
12月20日、ブルックリン区でパトカーに搭乗していたニューヨーク市警察の警官2人が射殺された。数日前にイスマアイル・ブリンズリー容疑者は、ブラウンとエリック・ガーナー殺害の報復として警察官を殺す意向をインスタグラムに投稿していた。彼には長い犯罪歴があり、数時間前に恋人の腹を撃ったのちニューヨーク市地下鉄で自殺した。
2015年3月12日、ファーガソン警察本部の外で警官2人が撃たれて負傷した。この2人は駅の外で行われている抗議行動の雑踏警備をしていた。2日後にこの銃撃事件で20歳のジェフリー・L・ウィリアムズが逮捕され、発砲は認めたが警官を狙ったものではないと弁護士は語った。
マイケル・ブラウン銃撃事件から1年後の2015年8月9日、彼の友人である18歳のタイロン・ハリスがファーガソンで警察に銃撃された。同日、ミズーリ州のコロンビア警官協会(CPOA)は「ダレン・ウィルソンの日」を宣言し、ウィルソンを「無実なのに迫害された警官」と称した。その後CPOAは、ウィルソンと「同様の状況に耐えている全ての法執行官」への支援を掲げた。

### 警察執行部隊
2014年12月、バラク・オバマ大統領は、米国の広範な警察改革に向けた勧告を行う委員会を立ち上げた。同委員会は2015年3月2日に中間報告書を公表して「警察による武力行使で死者が出た場合や、警官の関わった銃撃で死傷者が出た場合には外部の独立した犯罪捜査」を義務付ける方針にしなさいとの勧告（他にも勧告多数）を出した。

### ファーガソン警察
2014年9月5日、米国司法省は警官が日常的にレイシャル・プロファイリングをしていたり職権を乱用していないかを調べるため、ミズーリ州ファーガソン警察の調査を開始した。同調査はブラウン銃撃事件の捜査とは別途だった。翌年3月4日に調査結果が公表され、ファーガソンの警官達はアフリカ系アメリカ人を差別したり人種的ステレオタイプを適用することで、市民の憲法上の権利を日常的に侵害していたと結論付けた。同報告書は、たまにある軽犯罪を理由とした令状発行の問題に焦点を当てたもので、令状の主な原因は多くの州で未払いの交通違反切符である。

### ブラウン遺族の訴訟
2015年4月23日、ブラウンの遺族はウィルソンとジャクソンおよびファーガソン市を相手に州裁判所で不法死亡訴訟を起こし、75,000ドルを超える損害賠償と弁護士費用を求めた。同年5月27日、この訴訟は州裁判所から連邦裁判所に移された。
2015年7月14日、米国地方裁判所は訴因7件のうち4件を棄却し、ほか2件の訴因は棄却しないとの対応を取った。2017年6月20日、ブラウンの両親とファーガソン市との間で和解が成立した。和解金その他の条件は一般非公開とされたが、ファーガソン市の弁護士は市の保険会社が150万ドルを支払ったことを明らかにした。

### ドリアン・ジョンソンの訴訟
2015年4月29日、ジョンソンはウィルソン警官とジャクソンおよびファーガソン市を相手に、自分を拘束するだけの正当な理由、合理的な疑い、法的正当性なくウィルソンに制止させられたとして、州裁判所に訴訟を起こした。法執行機関の取り組みが町民保護ではなく収益を生み出すことに焦点を当てている、と同訴訟では主張した。ジョンソンは25,000米ドルの損害賠償を求めた。同年5月27日にこの訴訟は州裁判所から連邦裁判所に移され、裁判所は被告の申し立てを却下して訴訟は棄却となった。彼らは控訴し、2017年7月25日に控訴裁判所は地方裁判所での訴訟進行を許可した。2019年6月17日、大法廷はこの決定を再審議して取り消し、地方裁判所に訴訟の棄却を指示した。

## 大衆文化
ブラウンが銃撃された8月に、アメリカのラッパー達（リック・ロス、2チェインズ、ショーン・コムズ、ファボラス、ワーレイ、DJハーレド、スウィズ・ビーツ、ヨー・ガッティ、カレンシーなど）がブラウンに捧げるとして楽曲「Don't Shoot」をリリースした。
2017年にジョニー・アリディは、最後のアルバム『De L'Amour』で人種犯罪に反対する楽曲「Dans la peau de Mike Brown」を歌っており、これはマイク・ブラウンの追悼でもある。
2015年ボルチモアの抗議活動を歌ったプリンスの楽曲「ボルチモア」には、"does anybody hear us pray for Michael Brown or Freddie Gray?（マイケル・ブラウンやフレディ・グレイのために私達が祈っているのを誰か聞いてるだろうか？）"とのフレーズがある。
2015年、俳優のエズラ・ミラーが『The Truth According to Darren Wilson（ダレン・ウィルソンによる真実）』という短編映画を監督した。作中のウィルソンは自分視点での事件を述懐し、結末では自分が法を犯してブラウンを殺害したことやその日の出来事に関して後日嘘をついたことをほのめかす発言を捜査官に語っている。
ドライヴ・バイ・トラッカーズによる2016年の楽曲「What It Means」は、ブラウンの死が題材となっている。
アイコン製作者のマーク・デュークスは、銃撃事件に応じてファーガソンの聖母 (Our Lady of Ferguson) というアイコンを作成した。
詩人ダネス・スミスは『not an Elegy for Mike Brown（マイク・ブラウンに向けた哀歌ではない）』と題する詩を発表した。
ラッパー のマックルモアーは、ライアン・ルイスと共作した楽曲「White Privilege II」の中で、"My success is the product of the same system that let off Darren Wilson - guilty（俺の成功は、有罪のダレン・ウィルソンが放免されたのと同じシステムによる産物さ）"とウィルソンに言及している。
英国歌手のレグ・ミューロスは「The Lonesome Death of Michael Brown（マイケル・ブラウンの寂しい死）」という楽曲を2017年のアルバムに収録した。この楽曲タイトルは、1960年代のボブ・ディランによる人種差別反対の歌「ハッティ・キャロルの寂しい死」を意識したものである。